# National Road 55
La National Road 55 (N55) è una strada irlandese nazionale di livello secondario che collega Athlone a Cavan nella zona centro-settentrionale della Repubblica d'Irlanda.
La strada prende origine in prossimità della Junction 4 sullaN6 ad Athlone (contea di Westmeath) e prosegue verso Nord-Est attraversando Ballymahon, Edgeworthstown (dove incrocia la N4, Granard, Ballinagh, terminando la propria corsa a Cavan.
La strada lambisce molti laghi importanti della zona quali Lough Ree, Lough Sheelin e Lough Gamhna.
La strada è percorsa quasi interamente dalla linea 466 della Bus Éireann. Rimane scoperto il tratto tra Ballymahon ed Edgeworthstown, dal momento che la linee esegue una deviazione per raggiungere Longford.